# Mărcușa, Covasna
Mărcușa (maghiară Kézdimárkosfalva) este un sat în comuna Catalina din județul Covasna, Transilvania, România. Se află în partea de central-estică a județului,  în Depresiunea Târgu Secuiesc.

## Așezare
Localitatea Mărcușa este situată pe malul stâng al râului Cernat, la o altitudine de 540 m. pe Drumul Județean 121F, Catalina-Cernat.

## Scurt istoric
Pe teritoriul satului se semnalează o așezare în cerc, aparținând probabil  neoliticului, ce conținea greutăți conice de lut ars. În apropiere de localitate s-a mai descoperit o așezare cu ceramică pictată, considerată a fi specifică perioadei Cucuteni-Ariușd și ceramică aparținând culturii Scheneckenberg. Prima epocă a fierului, este semnalată prin descoperirea unor fragmente dintr-o urnă, într-o gradină din sat. Pe locul numit "Râpa Mică", s-a găsit o zăbală din fier, ce se presupune a aparține evului mediu timpuriu. Tot pe teritoriul acestui sat au mai fost descoperite două topoare de piatră cu muchia ascuțită, un topor de trahit cu muchie dreaptă și un tezaur compus din 175 monede romane imperiale și republicane, din argint. Prima atestare documentară datează din anul 1497.

## Economie
Activitatățile  principale ale localnicilor sunt: agricultura (cultivarea cartofului, sfeclei de zahăr, cerealelor), creșterea animalelor și comerțul.

## Personalități locale
- Miklós Barabás (1810-1898)-pictor maghiar, reprezentant important al stilului biedermeier, autor a numeroase lucrări de artă. A pictat la Cluj, București, Viena, Veneția, Budapesta.

## Vezi și
- Biserica reformată din Mărcușa

## Imagini

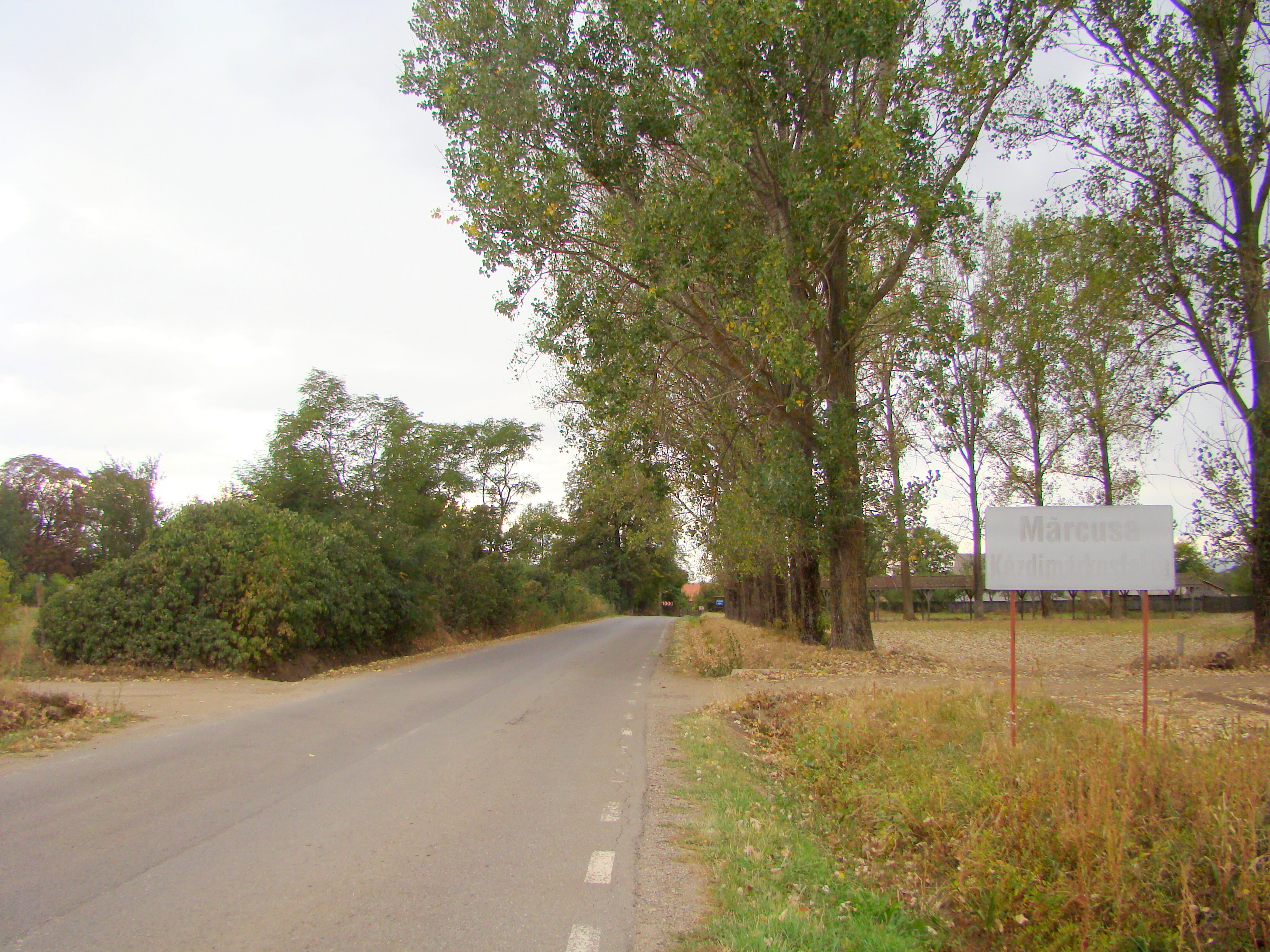
Intrarea în localitate
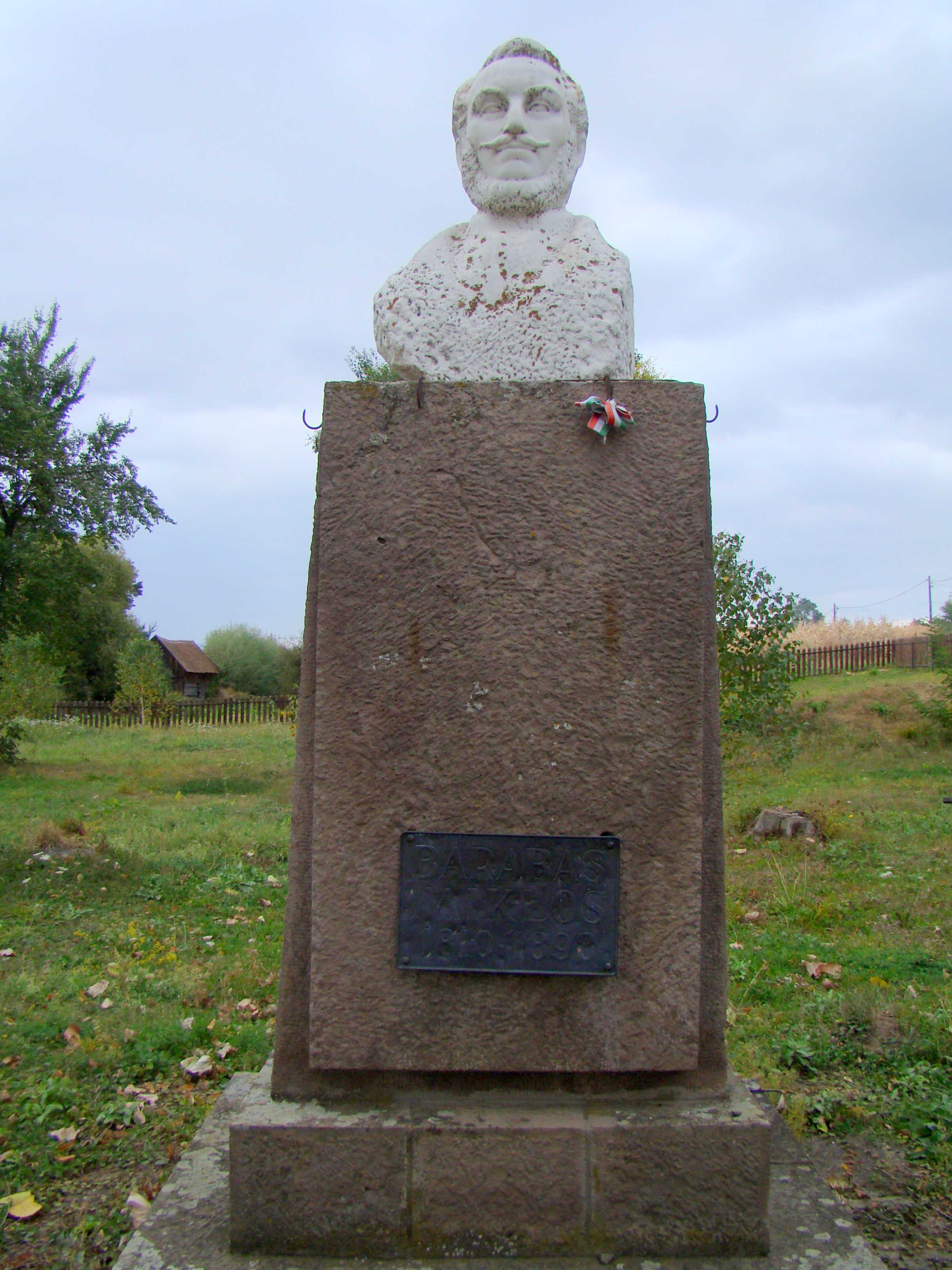
Bustul pictorului Miklós Barabás
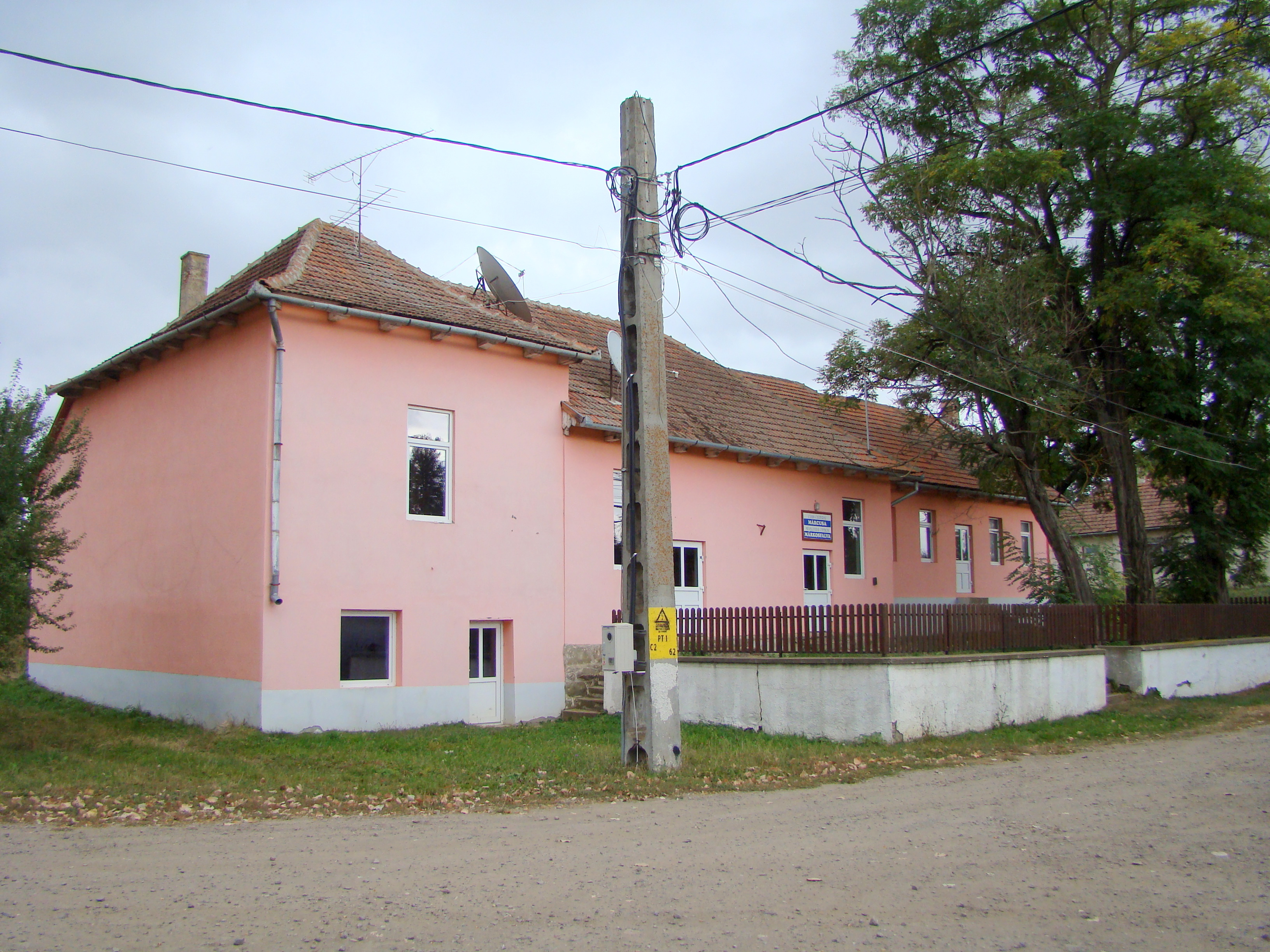
Căminul cultural
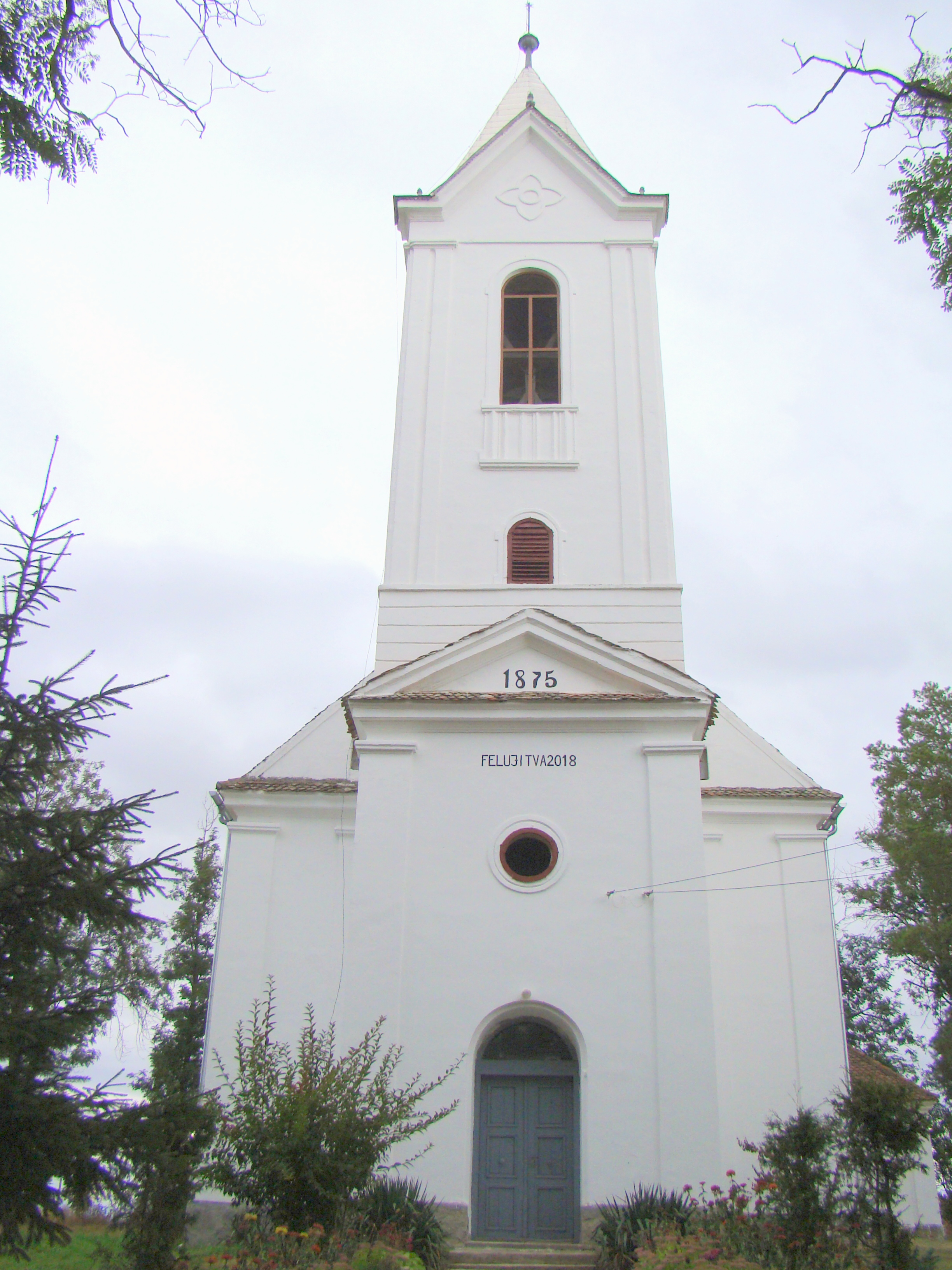
Biserica reformată (monument istoric)
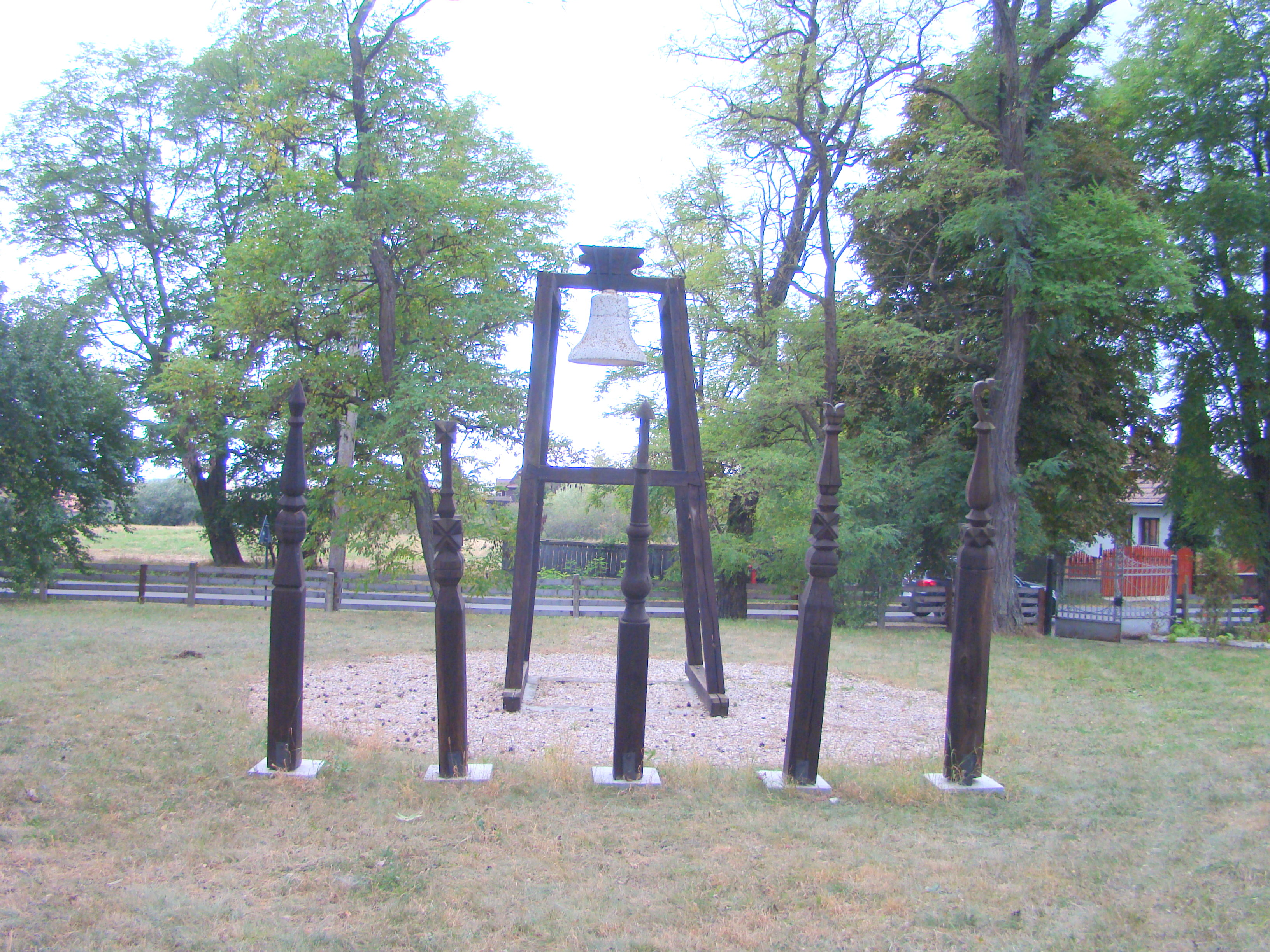
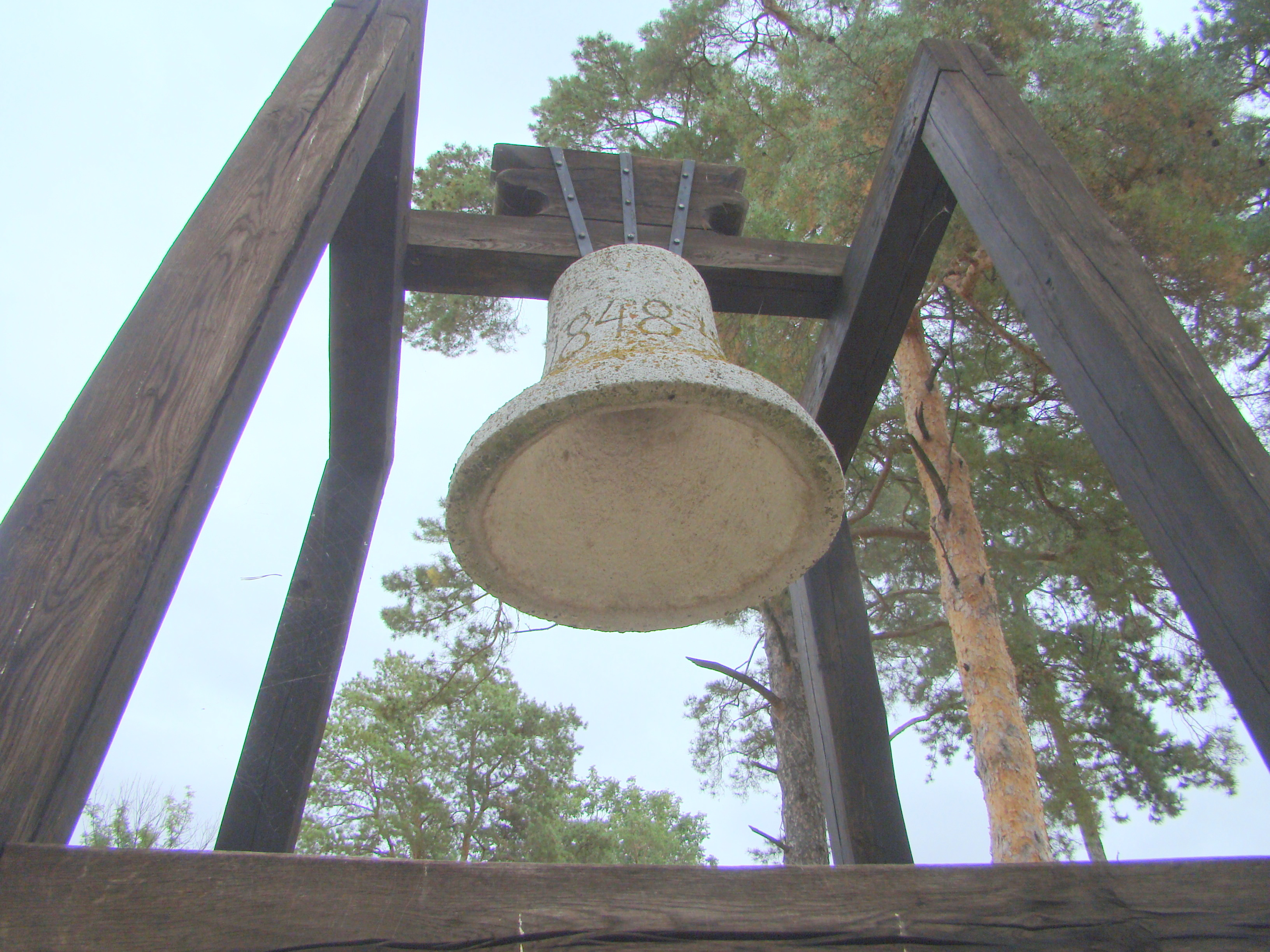